# Ендотел
Ендотелът е тънък слой клетки от специален вид епителна тъкан, които покриват вътрешната повърхност на кръвоносните съдове на границата между съдовите стени и протичащата в кухините им кръв и плазма. Той играе водеща роля за съдовата хомеостаза и е непосредствено изложен на всички регулиращи и увреждащи фактори, въздействащи чрез кръвта.

## Функции
Ендотелът има няколко защитни функции:
- съдоразширяване и баланс между съдосвиващите и съдоразширяващите стимули, потискане на тромбоцитната адхезия и агрегация;
- потискане на възпаленията на сърдечните съдове, потискане на пролиферацията на гладко-мускулните клетки и антиоксидантно действие.

Тези функции се осъществяват благодарение на произвежданите от ендотела субстанции, от които най-важната е азотният оксид.
През 1980 г. Робърт Фърчгот и J. Zawadski откриват, че в отговор на ацетилхолинова стимулация ендотелът произвежда субстанция, която действа отпускащо на гладко-мускулните клетки в сърдечните съдове. През 1987 година Луис Игнаро и неговият екип откриват, че тази субстанция, наричана „произхождащ от ендотела релаксиращ фактор“, всъщност е азотен оксид и е от изключително значение за съдовата хомеостаза. За откритията и разработките си Робърт Фърчгот, Луис Игнаро и Ферид Мурад получават през 1998 година Нобелова награда.
Съдовият ендотел присъства във всички части на сърдечно-съдовата система – от сърцето до най-малките капиляри. Това го прави анатомична и физиологична цялост, която има най-голямата активна повърхност в човешкия организъм. В някои органи клетките от ендотела изпълняват специализирани филтриращи функции, което обуславя високата степен на диференциацията им. Пример за такива специализирани ендотелни структури са бъбречните гломерули и мембранната структура наречена кръвно-мозъчна бариера. Ендотелът на вътрешните повърхности от сърдечните камери се нарича ендокард.
Ендотелната дисфункция се състои в нарушения баланс между съдоразширяващите и съдосвиващите субстанции, изразяващ се в намалена продукция на азотен оксид и повишени нива на свободни кислородни радикали. Ендотелната дисфункция съпътства редица сърдечно-съдови и метаболитни заболявания като коронарна болест, хипертония, периферно-съдова болест, захарен диабет, сърдечна и бъбречна недостатъчност и е в пряка корелация с вероятността за остри усложнения като инфаркт на миокарда и мозъчен инсулт.